# Le Montagnard
Le Montagnard is een Franse kaas, uit de Vogezen.
Het betreft een gewassen korst kaas uit de Vogezen, uit het berggebied tegen de Zwitserse grens aan. De melk voor deze kaas komt uitsluitend van koeien uit de hoger gelegen gebieden.

De kaas heeft een goudkleurige korst. De kaasmassa is zacht, romig en licht okerkleurig. De smaak van de kaas is duidelijk, maar zeer aangenaam.
De kaas wordt geproduceerd door een dochter van Bongrain SA, Fromagerie Bongrain Gérard SAS in Le Tholy.